# Susan Shields
Susan Shields (Estados Unidos, 3 de febrero de 1952) es una nadadora estadounidense retirada especializada en pruebas de estilo mariposa, donde consiguió ser medallista de bronce olímpica en 1968 en los 100 metros.

## Carrera deportiva
En los Juegos Olímpicos de México 1968 ganó la medalla de bronce en los 100 metros estilo mariposa, con un tiempo de 1:06.2 segundos tras la australiana Lyn McClements (oro con 1:05.5 segundos) y la también estadounidense Ellie Daniel.